# Vincent Ventresca
Vincent Ventresca (Indianápolis, Indiana, 29 de Abril de 1966) é um ator estadunidense, mais conhecido por suas atuações na série The Invisible Man como o protagonista Darien Fawkes, e na série Complete Savages como Jimmy Savage.

## Biografia

### Vida pessoal
Vincent Paul Gerard Ventresca nasceu e cresceu na cidade de Indianápolis, sendo o mais novo de 11 filhos do casal Ventresca. Antes de se tornar um ator conhecido na televisão, graduou-se com em Psicologia e Teatro na Universidade de Indiana.
Em 1995, Vincent se casou com Dianne Shiner, uma antiga colega do ensino médio. Em 2000, o casal teve o primeiro filho, Benjamin, e em 2002, um filha chamada René Marie nasceu.

### Carreira
Ventresca começou sua carreira no seriado de sucesso da NBC, The Fresh Prince of Belair, estrelado por Will Smith, e logo depois, seguiram-se participações em outros seriados como Almost Home, Life Goes On e Diagnosis Murder, e foi apenas após uma participação no sitcom Friends que ele conseguiu um papel regular em uma série de televisão. Chamando a atenção dos produtores de uma nova série que entraria no Must See TV da próxima temporada, Ventresca foi convidado para integrar o elenco de Boston Common. Ao contrário de outros sitcoms do bloco de programação mais visto da televisão, este não foi um grande sucesso, sendo cancelado após uma temporada e meia, por não reter satisfatoriamente a audiência dos programas anteriores.
Após Boston Common, Ventresca já era um nome muito mais conhecido, e foi convidado para participar de vários filmes como Looking for Lola e Can't Stop Dancing, bem como também conseguiu um outro papel regular em outra série de televisão, desta vez em Prey, mas o papel que marca sua carreira até hoje só chegou em 2000 com The Invisible Man, no qual ele interpretou o protagonista.
Após o cancelamento de The Invisible Man, em 2002, Vincent estrelou o filme Purgatory Flats, ao lado de Amanda Foreman e Jason Brooks, e fez outras participações em séries de televisão, mais notoriamente, Cold Case, CSI: Miami, e Complete Savages, onde, novamente, atuou como membro do elenco regular.

## Filmografia

### Televisão
- 2008 In Plain Sight como Vernon McRoy
- 2007 Monk como Rob Sherman
- 2005 Complete Savages como Jimmy Savage
- 2004 CSI: Miami como Joseph Zellar
- 2003 Las Vegas como Elliot
- 2003 Cold Case como Dr. Bennett Cahill
- 2002 The Twilight Zone como Matt McGreevey
- 2002 The Invisible Man como Darien Fawkes
- 1999 Jack & Jill como Danny Hallahan
- 1998 Maggie Winters como Bobby
- 1998 Prey como Dr. Ed Tate
- 1997 Boston Common como Prof. Jack Reed
- 1996 Friends como Fun Bobby
- 1995 Diagnosis Murder como Johnny Meslofski
- 1995 Medicine Ball como Tom
- 1995 Crazy Love como John Stratton
- 1993 Almost Home como Dave
- 1993 Life Goes On como Bates
- 1991 The Fresh Prince of Belair como Alex

### Cinema
- 2004 Dead & Breakfast como Doc Riley
- 2003 The Invisible Man como Darien Fawkes
- 2002 Purgatory Flats como Thomas Reed
- 2002 Robbing 'Hef como James
- 2001 The Learning Curve como Marshal
- 2001 Madison como Walker Greif
- 2000 Love & Sex como Richard Miltner
- 2000 This Space Between Us como Sterling Montrose
- 1999 Can't Stop Dancing como Chuck Levine
- 1998 Looking for Lola como Tony
- 1998 The Thin Pink Line como Bob
- 1997 Romy and Michele's High School Reunion como Billy